# 松崎まこと
松崎 まこと（まつざき まこと、1964年 - ）は、放送作家、映画評論家（自称は「映画活動家」。映画検定1級）。

## 人物
早稲田大学第一文学部卒業。ラジオで『大沢悠里のゆうゆうワイド』『伊集院光 日曜日の秘密基地』『荒川強啓 デイ・キャッチ!』、東京MX『博士の異常な鼎談』『松嶋×町山 未公開映画を観るTV』、WOWOW『町山智浩の映画塾』などの構成を担当。
また、『WOWOWぷらすと』などで、映画評論家松崎健夫とのコンビ“松崎ブラザーズ”の“松崎A”として映画深掘りトークを展開している。
田辺・弁慶映画祭には、第1回から参加。2014年の第8回からは、コンペティション部門ティーチインの司会およびキネマイスター審査員のコーディネーターを務める。
1992年12月、暴漢にビールジョッキで顔面を殴打され、九死に一生を得る。

## 作品
- ヒロイン
  - 制作国：日本
  - 監督：松崎まこと
  - 共同脚本／編集：野本梢
  - 公開日：2018年
  - 上映時間：18分
  - 2019年第18回小津安二郎記念蓼科高原映画祭・短編映画コンクール入賞｡